# Голлістер (Каліфорнія)
Голлістер (англ. Hollister) — місто (англ. city) в США, в окрузі Сан-Беніто штату Каліфорнія. Населення — 41 678 осіб (2020).

## Географія
Голлістер розташований за координатами 36°51′23″ пн. ш. 121°23′53″ зх. д. / 36.85639° пн. ш. 121.39806° зх. д. (36.856446, -121.398158).  За даними Бюро перепису населення США в 2010 році місто мало площу 18,88 км², уся площа — суходіл.

### Клімат
| Клімат : Голлістер      | Клімат : Голлістер | Клімат : Голлістер | Клімат : Голлістер | Клімат : Голлістер | Клімат : Голлістер | Клімат : Голлістер | Клімат : Голлістер | Клімат : Голлістер | Клімат : Голлістер | Клімат : Голлістер | Клімат : Голлістер | Клімат : Голлістер | Клімат : Голлістер |
| Показник                | Січ.               | Лют.               | Бер.               | Квіт.              | Трав.              | Черв.              | Лип.               | Серп.              | Вер.               | Жовт.              | Лист.              | Груд.              | Рік                |
| Абсолютний максимум, °C | 28,9               | 27,8               | 31,7               | 37,2               | 40,6               | 42,2               | 44,4               | 43,3               | 40,6               | 41,7               | 34,4               | 25,6               | 44,4               |
| Середній максимум, °C   | 15,7               | 17,0               | 18,8               | 21,1               | 23,2               | 25,6               | 26,9               | 27,3               | 27,2               | 24,7               | 19,3               | 15,6               | 21,9               |
| Середній мінімум, °C    | 3,3                | 4,8                | 5,8                | 6,8                | 8,7                | 10,5               | 11,7               | 11,9               | 11,3               | 8,8                | 5,3                | 2,9                | 7,7                |
| Абсолютний мінімум, °C  | −6,7               | −6,7               | −3,9               | −2,8               | 2,8                | 3,3                | 6,7                | 7,2                | 4,4                | 1,1                | −4,4               | −10                | −10                |
| Днів з дощем            | 8,8                | 8,9                | 8,3                | 4,8                | 2,2                | 0,6                | 0,1                | 0,2                | 0,9                | 2,8                | 5,5                | 7,7                | 50,8               |
| ----------------------- | ------------------ | ------------------ | ------------------ | ------------------ | ------------------ | ------------------ | ------------------ | ------------------ | ------------------ | ------------------ | ------------------ | ------------------ | ------------------ |
| Джерело:                |                    |                    |                    |                    |                    |                    |                    |                    |                    |                    |                    |                    |                    |

## Демографія
Згідно з переписом 2010 року, у місті мешкало 34 928 осіб у 9860 домогосподарствах у складі 8131 родини. Густота населення становила 1850 осіб/км².  Було 10401 помешкання (551/км²).
Расовий склад населення:
| - 59,4 % — білих - 2,7 % — азіатів - 1,8 % — корінних американців - 1,0 % — чорних або афроамериканців - 0,2 % — вихідців з тихоокеанських островів - 29,9 % — осіб інших рас |

До двох чи більше рас належало 5,1 %. Частка іспаномовних становила 65,7 % від усіх жителів.
За віковим діапазоном населення розподілялося таким чином: 31,7 % — особи молодші 18 років, 60,9 % — особи у віці 18—64 років, 7,4 % — особи у віці 65 років та старші. Медіана віку мешканця становила 30,8 року. На 100 осіб жіночої статі у місті припадало 98,7 чоловіків;  на 100 жінок у віці від 18 років та старших — 96,8 чоловіків також старших 18 років.
Середній дохід на одне домашнє господарство  становив 79 228 доларів США (медіана — 69 157), а середній дохід на одну сім'ю — 81 646 доларів (медіана — 70 483). Медіана доходів становила 46 725 доларів для чоловіків та 42 934 долари для жінок. За межею бідності перебувало 11,3 % осіб, у тому числі 16,0 % дітей у віці до 18 років та 9,4 % осіб у віці 65 років та старших.
Цивільне працевлаштоване населення становило 16 763 особи. Основні галузі зайнятості: освіта, охорона здоров'я та соціальна допомога — 17,2 %, роздрібна торгівля — 14,6 %, виробництво — 11,2 %, мистецтво, розваги та відпочинок — 9,8 %.

## Історія
Місто було названо на честь полковника Вільяма Голлістера (англ. William Welles Hollister) у 1868 році.